# Comando da Área do Sul da RAAF
O Comando da Área do Sul foi um de vários comandos geográficos criados pela Real Força Aérea Australiana (RAAF) durante a Segunda Guerra Mundial. Foi formado em Março de 1940, e inicialmente controlava as unidades da RAAF em Vitória, Tasmânia, Austrália Meridional e da zona sul de Nova Gales do Sul. Com quartel-general em Melbourne, o comando era responsável pela defesa aérea, reconhecimento aéreo e proteção da orla costeira dentro das suas fronteiras. A partir de 1942 as suas responsabilidades deixaram de se fazer cumprir na zona sul de Nova Gales do Sul.
O comando continuou a operar após o cessar das hostilidades, tornando-se num centro de unidades de treino; mais tarde, em Outubro de 1953, seria reformado como o Comando de Treino, sob o novo sistema de comando e controle funcional.

## História

### Segunda Guerra Mundial

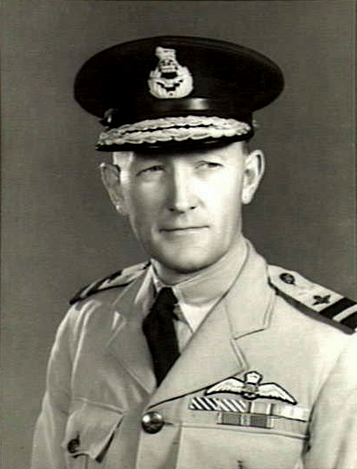
Comodoro do ar Wrigley, comandante inaugural do Comando da Área do Sul, março de 1940

Antes da Segunda Guerra Mundial, a Real Força Aérea Australiana era pequena o suficiente para que todos os seus elementos e unidades estivessem diretamente subordinados ao quartel-general da RAAF em Melbourne. Depois do despoletar da guerra em Setembro de 1939, a RAAF começou a descentralizar a sua estrutura de comando, dada a expectativa do aumento do número de unidades e efetivos. A sua primeira jogada nesta direção foi através da criação do Grupo N.º 1 e N.º 2 para controlar as unidades aéreas em Vitória e Nova Gales do Sul, respectivamente. Então, entre Março de 1940 e Maio de 1941, a RAAF dividiu a Austrália e a Nova Guiné em quatro zonas de comando e controlo baseadas na geografia: o Comando da Área Central, o Comando da Área do Sul, o Comando da Área Ocidental, e o Comando da Área do Norte. A missão de cada um dos comandos era a defesa aérea, a proteção da orla costeira e o reconhecimento aéreo. Cada um deles era chefiado por um Oficial Aéreo Comandante (AOC), responsável pela administração e pelas operações de todas as bases aéreas e unidades dentro das suas fronteiras.
O Grupo N.º 1, que havia sido estabelecido no dia 20 de Novembro de 1939, foi reformado como um dos dois primeiros comandos, o Comando da Área do Sul, no dia 7 de Março de 1940. Com quartel-general em Melbourne, o Comando da Área do Sul ficou a comandar todas as unidades da força aérea em Vitória, Tasmânia, Austrália Meridional e uma parte do sul de Nova Gales do Sul. O seu comandante inaugural foi o Comodoro-do-ar Henry Wrigley, que já havia comandado o Grupo N.º 1. O oficial sénior administrativo era o Capitão de grupo Joe Hewitt. Em Novembro de 1940, Wrigley entregou o comando da área ao Comodoro-do-ar Adrian Cole, anterior comandante do Comando da Área Central.
Em Agosto de 1941, o programa de instrução da RAAF em constante expansão necessitava que fosse estabelecido um sistema de treino semi-funcional e semi-geográfico. De acordo com esta necessidade, a 2 de Agosto de 1941, o Grupo de Treino N.º 1 foi formado em Melbourne para assumir a responsabilidade pelas unidades de treino dentro das fronteiras do Comando da Área do Sul, enquanto o Grupo de Treino N.º 2 foi formado em Sydney e ficou responsável pelas unidades de treino dentro do Comando da Área Central, que foi extinto; o controlo das unidades da força aérea dentro desta área foi distribuído, conforme conveniente, por entre os comandos do sul e do norte. Entre Setembro e Dezembro de 1941, o Comodoro-do-ar Frank Bladin foi o comandante do Comando da Área do Sul.

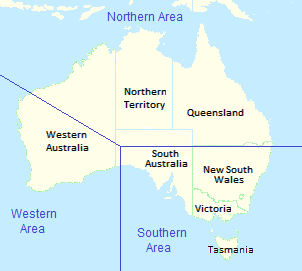
Comandos de Área da RAAF, em dezembro de 1941

No dia 20 de Abril de 1942, a autoridade operacional sob todas as infraestruturas de combate da RAAF, incluindo os comandos, foi investida no recém-estabelecido Quartel-general das Forças Aéreas Aliadas (AAF), que por sua vez era controlado pelo Comando da Área do Sudoeste do Pacífico (SWPA). No dia 15 de Maio, o Comando da Área do Sul, que era considerada como estando muito dilatada, entregou a responsabilidade pelas unidades operacionais e de manutenção dentro de Nova Gales do Sul a um novo comando, o Comando da Área Oriental. Entretanto, o controlo das unidades de manutenção no Comando da Área do Sul passou para o recém-estabelecido Grupo N.º 4, com quartel-general em Melbourne, no dia 14 de Setembro. Setembro também foi o mês que viu a formação do Comando da RAAF, liderado pelo Vice-Marechal do ar William Bostock, para supervisionar a maior parte das unidades aéreas da Austrália sob a direção da SWPA. Bostock exercia o controlo das operações aéreas através comandos, embora o Quartel-general da RAAF continuasse a deter a definitiva autoridade administrativa sob as unidades aéreas australianas.
Por necessidade geográfica, as responsabilidades operacionais das áreas do sul concentravam-se na patrulha marítima e na Guerra Antissubmarina, enquanto que os comandos do norte concentravam-se na defesa aérea e no bombardeamento ofensivo. Em Fevereiro de 1943, o Comando da Área do Sul começou a incorporar escoltas de comboios no programa de treino dos Beaufort da Unidade de Treinamento Operacional N.º 1 em Bairnsdale, Victoria. Em Abril de 1943, o Comando da Área do Sul operava duas unidades de combate: o Esquadrão N.º 67, que realizava missões de reconhecimento marítimo e guerras antissubmarinas com aviões Avro Anson a partir da Base aérea de Laverton, e o Esquadrão N.º 86, equipado com aviões P-40 Kittyhawk, colocado em Gawler, na Austrália Meridional. O Esquadrão N.º 67 foi uma das várias formações de reserva da RAAF criadas à pressa para aumentar o esforço de guerra antissubmarina, tripulado por funcionários e alunos de unidades de treino operacional. O Capitão de grupo Ian McLachlan chefiou o comando de Março de 1944 até Janeiro de 1945, quando passou a pasta ao Capitão de grupo Charles Eaton.
O submarino U-862 operou perto das águas do sul do continente australiano durante os primeiros meses de 1945, e as poucas unidades de combate do Comando da Área do Sul estiveram empenhadas em patrulhas antissubmarinas, cujo esforço acabou por não ser bem-sucedido por não conseguirem localizar o submarino do eixo. Os Anson eram considerados deficientes quando se tratava de operações noturnas, e o Comando da Área do Sul teve que solicitar aeronaves do Comando da Área Oriental e de unidades de treino e manutenção para reforçar o seu esforço de patrulha. Em Abril, Eaton reportou a Bostock que a inteligência da Frota Britânica do Pacífico sobre os movimentos dos seus navios para leste fora do Comando da Área Ocidental estava horas desatualizada no momento em que foi recebida no Comando da Área do Sul, fazendo com que aeronaves da RAAF não conseguissem interceptar os navios e desperdiçassem horas de voo valiosas à procura de algo num oceano vazio. Já não houve nenhum ataque de submarinos a partir de Fevereiro e, em Junho, as autoridades navais indicaram que não havia necessidade urgente de cobertura aérea, exceto para os navios mais importantes. Eaton liderou este comando durante a rendição do Japão em Setembro, e permaneceu no comando até Dezembro de 1945.

### Reorganização no pós-guerra

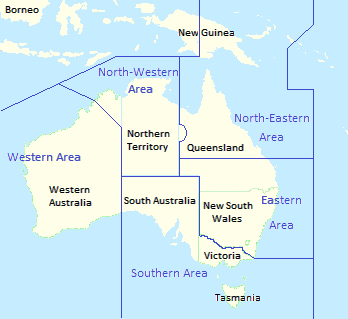
Limites os comandos da RAAF em 1947. A organização de comando geográfico foi substituída por um sistema funcional em 1953-1954

Com o cessar das hostilidades em Agosto de 1945, a Área do Sudoeste do Pacífico foi dissolvida e o quartel-general da RAAF voltou a assumir o total controlo de todas as suas formações operacionais, incluindo os comandos. A força aérea encolheu dramaticamente à medida que o pessoal foi desmobilizado e as unidades iam sendo dissolvidas; a maioria das bases e aeronaves da RAAF empregues em operações após a guerra estavam situadas na esfera de controlo do Comando da Área Oriental em Nova Gales do Sul e no sul de Queensland. Em Setembro de 1946 o Chefe do Estado-maior da RAAF, o Vice Marechal-do-ar George Jones, propôs uma redução no número de comandos de cinco para três: o Comando da Área do Norte, cobrindo Queensland e o Território do Norte, o Comando da Área Oriental, cobrindo Nova Gales do Sul, e o Comando da Área do Sul, cobrindo a Austrália Ocidental, Austrália Meridional, Vitória e Tasmânia. Esta proposta fazia parte de um grande plano de reestruturação da RAAF do pós-guerra, contudo, o governo federal rejeitou o plano e os comandos do tempo da guerra continuaram intactos. Em Agosto de 1947 o Colégio da RAAF (que em 1961 passou a ser conhecido como Academia da RAAF) foi estabelecido em Point Cook, Vitória, sob o Comando da Área do Sul. Os restantes comandantes deste comando incluíram os comodoros do ar Allan Walters, entre 1948 e 1950, e Allan Charlesworth, o último comandante, entre 1951 e 1953.
O governo federal retirou Jones do comando da RAAF em 1952 e substituiu-o pelo Marechal-do-ar Donald Hardman, um militar da RAF, com a intenção que este procedesse à reorganização da RAAF para um sistema de comando e controlo baseado na função, estabelecendo o Comando Operacional, o Comando de Treino e o Comando de Manutenção. O primeiro foi criado a partir do existente Comando da Área Oriental, que era considerado como a organização operacional "de facto" devido à predominância de unidades de combate dentro da sua esfera. O segundo foi criado a partir do Comando da Área do Sul, que era já o comando onde estavam aglomeradas a maior parte das unidades de treino. O terceiro e último comando foi formado a partir Grupo de Manutenção, com quartel-general em Melbourne. A transição do sistema geográfico para o sistema funcional foi completada em Fevereiro de 1954, quando os três novos comandos assumiram o controlo de todas as operações, treino e manutenção do ramo aéreo.

## Rescaldo
Os comandos funcionais estabelecidos entre 1953 e 1954 foram revistos em 1959, com a fusão do comando de treino e de manutenção para formar o Comando de Suporte. Em 1987 o Comando Operacional foi renomeado Comando Aéreo, e três anos mais tarde o Comando de Suporte foi dividido para formar dois novos organismos, o Comando de Logística e o Comando de Treino. Em 2006, o Comando de Treino foi reformado como o Grupo de Treino da Força Aérea, subordinado ao Comando Aéreo.

## Ordem de Batalha
No dia 30 de Abril de 1942, a ordem de batalha do Comando da Área do Sul englobava as seguintes unidades:
- Base aérea de Laverton
  - Esquadrão N.º 5
  - Esquadrão N.º 36
- Escola de Reconhecimento Geral, em Cressy
- Esquadrão N.º 7
- Quartel-general do Sector de Combate N.º 7, em Melbourne
- Base aérea de Richmond
  - Esquadrão N.º 6
  - Esquadrão N.º 22
  - Esquadrão N.º 30
  - Esquadrão N.º 100
- Base aérea de Camberra
  - Esquadrão N.º 4
  - Esquadrão N.º 18
  - Esquadrão N.º 87
- Base aérea de Rathmines
  - Esquadrão N.º 9
  - Destacamento de Treino de Hidroaviões da RAAF
- Quartel-general do Sector de Combate N.º 2, Newcastle (Nova Gales do Sul)